# Điểm kinh nghiệm

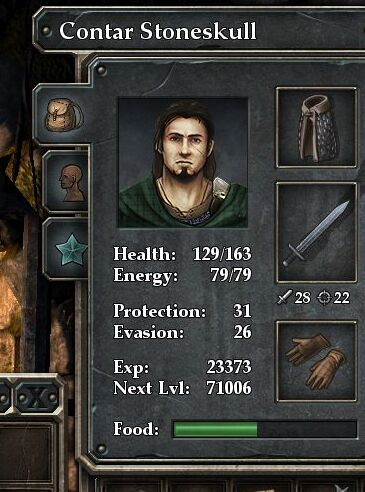
Một nhân vật trong trò chơi điện tử nhập vai Legend of Grimrock hiện có 23373 điểm kinh nghiệm, và cần thêm 71006 điểm để lên cấp tiếp theo

Điểm kinh nghiệm (Tiếng Anh: Experience point, exp hoặc XP) là một đơn vị đo lường được sử dụng trong các trò chơi nhập vai trên bàn (RPG) và trò chơi điện tử nhập vai để định lượng trải nghiệm và sự phát triển của một nhân vật người chơi xuyên suốt trò chơi. Điểm kinh nghiệm thường được thưởng cho nhân vật sau khi hoàn thành nhiệm vụ, vượt qua các trở ngại và đối thủ, cũng như sau khi thành công trong một màn nhập vai.
Trong nhiều RPG, các nhân vật thường bắt đầu khá yếu. Khi đạt được đủ một lượng điểm kinh nghiệm nhất định, nhân vật sẽ được "lên cấp" (level up), đạt đến giai đoạn phát triển nhân vật tiếp theo. Các sự kiện này thường sẽ tăng một số chỉ số nhân vật, ví dụ như lượng máu, mana, và sức mạnh tối đa, và đôi khi cũng sẽ cho nhân vật một số kỹ năng mới hoặc cải thiện những kỹ năng đã có. Lên cấp cũng có thể cho phép các nhân vật tiếp cận các khu vực hoặc vật phẩm khó khăn hơn.
Trong một số trò chơi nhập vai, đặc biệt là những trò chơi có nguồn gốc từ Dungeons & Dragons, điểm kinh nghiện được sử dụng để cải thiện nhân vật ở các cấp độ trải nghiệm riêng biệt; trong một số trò chơi,điểm kinh nghiệm có thể đựoc sử dụng cho một số kỹ năng hoặc thuộc tính nhất định do người chơi lựa chọn.
Trong hầu hết trò chơi, khi độ khó của các thử thách tăng lên, lượng điểm kinh nghiệm nhận đựoc sau khi hoàn thành các thử thách đó cũng sẽ tăng theo. Khi người chơi nhận được ngày càng nhiều điểm kinh nghiệm, lượng điểm kinh nghiệm cần thiết để lên cấp hoặc nhận một kỹ năng mới sẽ nhiều hơn trước. Ngược lại, một số trò chơi sẽ giữ nguyên số lượng điểm kinh nghiệm cho mỗi cấp nhưng lại giảm lượng điểm kinh nghiệm nhận đựoc cho cùng một nhiệm vụ trước khi nhân vật lên cấp. Do đó, khi nhân vật người chơi mạnh lên do nhận được điểm kinh nghiệm, người chơi cũng được khuyến khích chấp nhận những nhiệm vụ mới tương xứng với khả năng đã được cải thiện sau khi lên cấp.

## Phân loại

### Tiến độ dựa trên cấp độ
Trong nhiều trò chơi nhập vai, cụ thể như những trò chơi có nguồn gốc từ Dungeons & Dragons (D&D), tích lũy đủ một lượng điểm kinh nghiệm (XP) sẽ giúp nhân vật tăng "cấp độ," một con số đại diện cho kỹ năng và kinh nghiệm tổng thể của nhân vật. Để "lên cấp" nghĩa là cần tích lũy và đạt được đủ số lượng XP cần thiết cho cấp tiếp theo. Khi đạt được một cấp mới, kỹ năng hoặc chỉ số của một nhân vật sẽ được tăng lên, giúp nhân vật mạnh hơn và đủ khả năng để hoàn thành những nhiệm vụ khó hơn, bao gồm việc có thể chiến đấu một cách an toàn với kẻ thù mạnh hơn, có được quyền truy cập vào các khả năng mạnh hơn (như các kỹ năng phép thuật hoặc kỹ thuật chiến đấu), đồng thời có thể thực hiện, sửa chữa hoặc vô hiệu hóa các thiết bị máy móc phức tạp hơn hoặc giải quyết các nhiệm vụ ngày càng khó khăn.
Thông thường, cấp độ được liên kết với các lớp nhân vật và nhiều hệ thống trò chơi thường cho phép kết hợp các lớp khác nhau, giúp người chơi có thể tự do tùy chỉnh nhân vật do chính họ phát triển.
Một số hệ thống trò chơi sử dụng hệ thống điểm kinh nghiệm dựa trên cấp độ còn kết hợp khả năng có thể mua các thuộc tính cụ thể dựa trên một lượng điểm kinh nghiệm nhất định; Ví dụ, D&D phiên bản thứ 3 được dựa trên việc tạo ra các vật phẩm ma thuật xoay quanh một hệ thống tiêu tốn điểm kinh nghiệm (được gọi là đốt xp). Hệ thống d20 cũng đưa ra khái niệm về các lớp nhân vật cao cấp, tập hợp nhiều bộ cơ chế, lối phát triển nhân vật cũng như các yêu cầu nhất định thành một gói cụ thể có thể được "lên cấp" giống như một lớp thông thường.
Một số trò chơi giới hạn cấp độ mà người chơi có thể đạt được. Ví dụ như trong trò chơi trực tuyến RuneScape, không người chơi nào có thể đạt được cấp cao hơn 120, điều yêu cầu lượng kinh nghiệm tổng để đạt được là 104.273.167 điểm kinh nghiệm, đồng thời, không người chơi nào có thể đạt được hơn 200 triệu điểm kinh nghiệm. Một số trò chơi có giới hạn cấp độ động, trong đó giới hạn cấp độ phụ thuộc vào cấp độ của người chơi trung bình (vì vậy nó sẽ được tăng dần theo thời gian).

### Tiến độ dựa trên hoạt động
Trong một số hệ thống, ví dụ như những trò chơi nhập vai trên bàn cổ điển như Traveller, Call of Cthulhu và Basic Role-Playing, và những trò chơi điện tử nhập vai như Dungeon Master, Final Fantasy II, The Elder Scrolls, series SaGa, và series Grandia, tiến độ được dựa trên sự tăng trưởng của các thông số cá nhân (kỹ năng, cấp độ và các đặc tính khác) của nhân vật, và không bị ảnh hưởng bởi việc thu thập các điểm kinh nghiệm (chung). Các kỹ năng và thuộc tính được thiết kết để có thể phát triển qua việc sử dụng nhiều lần. Một số nhà sáng tạo trò chơi cho rằng tiến độ dựa trên hoạt động sẽ khuyến khích người chơi tham gia vào các quá trình cày cuốc nhàm chán, ví dụ như cố tình nhận sát thương và tấn công các nhân vật đồng minh để tăng lượng máu trong Final Fantasy II.

### Tiến độ tự do
Tiến độ tự do được sử dụng trong nhiều hệ thống nhập vai như GURPS, Hero System hay series World of Darkness. Nó cho phép người chơi có thể tùy chọn kỹ năng để nâng cấp bằng cách phân bổ "điểm". Mỗi thuộc tính nhân vật sẽ được gắn với một giá trị cụ thể để nâng cấp, ví dụ như việc một nhân vật có thể tốn 2 điểm để nâng cấp kỹ năng bắn cung lên một bậc, và 10 điểm để nâng cấp sự khéo léo tổng lên một bậc, hay có thể tốn 20 điểm để học một kỹ năng phép thuật mới.
Người chơi thường có thể tự sử dụng điểm theo ý muốn, góp phần làm tăng đáng kể khả năng kiểm soát của người chơi đối với sự phát triển của nhân vật, nhưng cũng đồng thời làm tăng độ phức tạp của trò chơi. Do đó, một số trò chơi thường đơn giản hóa việc sáng tạo và thăng cấp nhân vật bằng cách đề xuất các gói hoặc mẫu chọn trước của các bộ kỹ năng, chẳng hạn như người chơi có thể lựa chọn cho nhân vật của họ trở thành một "điều tra viên" bằng cách mua một gói bao gồm nhiều kỹ năng và khả năng, thay vì mua mỗi cái riêng biệt.

### Tiến độ nạp tiền
Một hệ thống tiến độ nạp tiền sử dụng điểm kinh nghiệm để "mua" sự tăng trưởng của nhân vật như cấp lớp nhân vật, điểm kỹ năng, kỹ năng mới, thành tựu hoặc tăng phần thưởng tiết kiệm hay thuộc tính cơ bản, mỗi điểm sẽ được tốn một lượng điểm kinh nghiệm nhất định với các giới hạn dựa trên số lợi tức tối đa có thể được mua tại một thời điểm nhất định, thường là một lần trong mỗi phiên chơi. Mỗi khi điểm kinh nghiệm được sử dụng, chúng sẽ bị xóa khỏi hồ sơ nhân vật hay đánh dấu là đã sử dụng và không thể sử dụng lần nữa. Final Fantasy XIII và Warhammer Fantasy Roleplay là các ví dụ cụ thể cho các trò chơi sử dụng hệ thống tiến độ nạp tiền.

### Hệ thống hỗn hợp
Một số trò chơi sử dụng các hệ thống tiến độ kết hợp từ hai hoặc nhiều hơn các yếu tố thuộc các loại kể trên. Ví dụ, trong phiên bản thứ ba của Dungeons & Dragons, khi cấp độ của một lớp nhân vật tăng, lớp ấy sẽ nhận được một số lượng điểm kỹ năng (số lượng cụ thể được tính toán dựa trên lớp nhân vật và thông số trí tuệ của nhân vật đó), và từ số điểm đó có thể được sử dụng để phát triển các kỹ năng khác nhau. Cấp độ của nhân vật (thường là tổng cấp độ của mọi lớp nhân vật) được sử dụng để quyết định cấp độ tối đa của kỹ năng, khi một kỹ năng có thể được nâng cấp và nhân vật đạt được thành tựu mới (một lớp các kỹ năng đặc biệt bao gồm các đòn tấn công đặc biệt, độ thông thạo các loại vũ khí, cũng như lợi tức trên các lượt tung súc sắc được sử dụng để quyết định kết quả của nhiều hành động khác nhau) và số lượng điểm kinh nghiệm cần thiết để lên cấp.
Trong Ragnarok Online, điểm kinh nghiệm được chia thành hai loại: điểm kinh nghiệm cơ bản và điểm kinh nghiệm nghề nghiệp. Nhận được điểm kinh nghiệm cơ bản sẽ tăng cấp độ cơ bản của nhân vật, đơn vị được sử dụng khi tính toán lượng HP và MP tối đa của nhân vật. Tăng cấp độ cơ bản cũng sẽ cho các điểm chỉ số, có thể được sử dụng để tăng các chỉ số khác nhau như sức mạnh, tốc độ, và trí truệ. Nhận được điểm kinh nghiệm nghề nghiệp sẽ tăng cấp độ nghề nghiệp của nhân vật, mỗi cấp nghề nghiệp sẽ cho một điểm kỹ năng, có thể sử dụng trong cây kỹ năng của nghề nghiệp đó nhằm nhận được khả năng mới, như kỹ năng phép thuật, đòn tấn công đặc biệt hay lợi tức bị động, hoặc tăng trưởng một khả năng đã có.